# Trancoso, Bồ Đào Nha
Trancoso là một huyện thuộc tỉnh Guarda, Bồ Đào Nha. Huyện này có diện tích 362 km², dân số thời điểm năm 2001 là 10889 người.